# 國語家庭

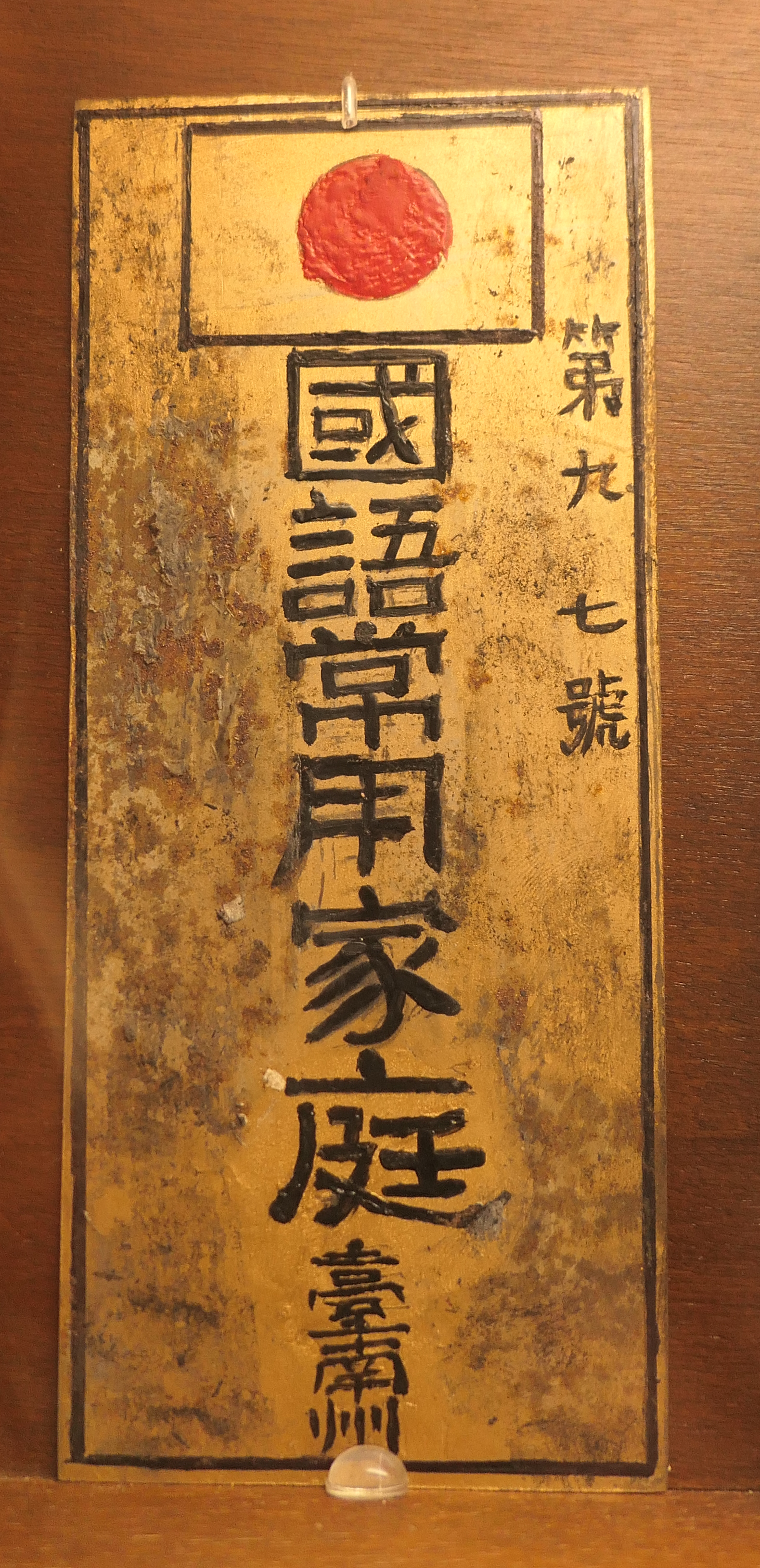
國語常用家庭牌

國語家庭（日语：国語の家）為台灣日治時期一家所有成員在家都講日語的家庭。認定方法採申請制，通過申請者即成為國語家庭，可獲得證書、獎章及刻有「國語家庭」字樣的門牌。「國語家庭」在當時不僅只是口頭讚賞，也會給予一些實質的優惠。同樣出於統治考量，不少派駐臺灣各地教師警察公務員有能力使用當地語言溝通（如「蕃地」（臺灣原住民地區），日警能通「蕃語」（該區原住民語言）；其他地區的日警通台語或客語）。當時出版了一些關於台灣各族群語言的書籍字典供在台日本人使用，許多灣生都可以用台語等本土語言溝通。

## 延續性
- 在二戰後，中華民國政府在全臺推廣國語運動，以中華民國國語取代日語成為官方認定的通用語，逐漸在人們日常生活工作中通用。
- 在推廣國語早期，人們缺乏對保護非官方語種的意識，各語言傳承都受到不同程度威脅。
- 在過去日語普及率高的地區，到了現代華語使用率也高，因為這些地區自日治時期以後多為族群混居之地、不同族群間需要共同語言。